# Трофимова, Ульяна Олеговна
Ульяна Олеговна Трофимова (узб. Ulyana Olegovna Trofimova; род. 28 февраля 1990, Навои, СССР) — узбекистанская художественная гимнастка. Мастер спорта международного класса. Была лидером сборной Узбекистана по художественной гимнастике.

## Биография
Ульяна родилась 28 февраля 1990 года в Узбекистане, в городе Навои, позже переехала с семьей в Ташкент. В сборную попала в 2002 году.
Некоторое время жила и тренировалась в России, Москве, в УТЦ «Новогорск», являющемся базой подготовки спортсменов, где с ней работала тренер Валентина Шевченко под руководством Ирины Винер. Учится в Московском Педагогическом Государственном Университете.
После Олимпиады-2012 года в Лондоне Ульяна Трофимова завершила соревновательную карьеру. В настоящее время работает тренером, периодически выступает с показательными номерами и на мастер-классах для юных гимнасток.

## Спортивные достижения
На Чемпионате мира 2007 года, проходившем в Греции, Ульяна заняла лишь 21 место (60.875), но вскоре улучшила свою позицию и 2 года подряд занимала 12 место.
На Чемпионате мира в 2010 году Ульяна была удостоена приза за артистизм, который ей вручила знаменитая российская гимнастка, олимпийская чемпионка Алина Кабаева.
«Мне очень приятно, что мои труды не прошли даром. Алина Кабаева — мой кумир, сегодня она ещё вручила мне этот приз. Я абсолютно этого не ожидала», — заявила Трофимова.
На прошедшем в Монпелье (Франция) Чемпионате мира-2011 Ульяна показала отличные результаты, благодаря которым впервые в истории узбекской художественной гимнастики ей удалось получить лицензию на участие в Лондонской Олимпиаде 2012. В финальных упражнениях с обручем она заняла 8 место (26.975), с лентой — 7 место (26.900). В личном многоборье Трофимова заняла девятую строчку (108.375).
После Чемпионата мира в Монпелье Трофимова начала активную подготовку к Олимпиаде в Лондоне и до начала Игр считалась одной из основных претенденток на медали. В ходе тренировок она повредила обе ноги, но, несмотря на травму, приняла решение выступить на Олимпиаде. По итогам квалификации в многоборье Ульяна Трофимова заняла 20 место, что не позволило ей пройти в финал.